# Albert II Alcibiade de Brandebourg-Culmbach
Albert II Alcibiade de Brandebourg-Kulmbach, (en allemand Albrecht II von Brandenburg-Kulmbach), né le 28 mars 1522 à Ansbach, mort le 8 janvier 1557 à Pforzheim, est un homme d'État et militaire allemand, margrave de Brandebourg-Kulmbach de 1527 à sa mort. Sa nature belliqueuse lui valut le surnom posthume d'Alcibiade.
Instigateur de la seconde guerre des Margraves (1552-1555), il y fut défait.

## Biographie
Fils de Casimir de Brandebourg-Kulmbach et de Suzanne de Bavière, Albert II succéda à son père en 1527. Georges Ier de Brandebourg-Ansbach, un fervent protestant, assura la régence en son nom. La ville principale étant Kulmbach, en 1541, Albert hérita du margravat de Brandebourg-Bayreuth.
La nature agitée et turbulente d'Albert le prédestina à une carrière militaire. Après avoir réuni une petite troupe de soldats, il soutint Charles Quint dans la guerre qui l'opposa à la France en 1543. La signature de la paix de Crépy-en-Laonnois en septembre 1544 le priva de son emploi, mais il sortit auréolé d'une grande réputation. Charles Quint tenta d'obtenir sa participation lors de la préparation du conflit entre l'empereur et la Ligue de Smalkalde. Lors de la guerre de succession de l'électorat de Saxe, Albert fut capturé à Rochlitz en mars 1547 par l'électeur Jean Frédéric de Saxe, mais fut libéré lors de la victoire de Charles Quint à la bataille de Mühlberg le 20 avril 1547.
Par la suite, il rejoignit son ami l'électeur Maurice de Saxe, déserta l'armée impériale et rejoignit la ligue qui proposait par une alliance avec Henri II de France de renverser Charles Quint. Il prit part à cette campagne. À la signature de la paix de Passau en août 1552, il se sépara de ses alliés et entreprit une campagne de pillage en Franconie. Ayant extorqué une grosse somme aux habitants de Nuremberg, il se disputa avec Henri II et offrit ses services à l'empereur. Soucieux de s'attacher un tel soldat, selon les lois de l'Empire, Charles Quint se borna à confisquer ses possessions : ses terres furent rendues aux évêques de Wurtzbourg et Bamberg. Son courage et sa hardiesse furent d'un grand secours à Charles Quint, en particulier après le siège de Metz en janvier 1553.
Lorsque Charles Quint quitta l'Allemagne quelques semaines plus tard, Albert réitéra ses pillages en Franconie. Ces actes de pillage devinrent tellement graves qu'une ligue ayant à sa tête Maurice de Saxe se forma pour le punir. Le 9 juillet 1553, 4 000 soldats furent tués dans les féroces combats de la bataille de Sievershausen, dont Maurice de Saxe lui-même. Charles Quint ordonna la proscription d'Albert. En décembre 1553, celui-ci fut contraint de fuir en France. Il entra au service de Henri II et entreprit une campagne militaire pour reconquérir ses terres. Il mourut à Pforzheim le 8 janvier 1557.